# Thor: Love and Thunder (soundtrack)
Thor: Love and Thunder (Original Motion Picture Soundtrack) is de originele soundtrack van de Marvel Studios-film Thor: Love and Thunder, gecomponeerd door Michael Giacchino en Nami Melumad. Het album werd op 6 juli 2022 uitgebracht door Hollywood Records.
Het album bevat de originele thema's van Giacchino en de partituur gecomponeerd door Giacchino en Nami Melumad. De single "Mama's Got a Brand New Hammer", de hoofdsuite van de film, werd uitgebracht op 30 juni 2022.

## Tracklijst
Alle muziek is geschreven door Michael Giacchino en Nami Melumad.

| Nr. | Titel                                | Duur |
| --- | ------------------------------------ | ---- |
| 1.  | Mama's Got a Brand New Hammer        | 6:10 |
| 2.  | Just Desert                          | 2:25 |
| 3.  | Indigarr with the Diva               | 1:44 |
| 4.  | The Not Ready for New Asgard Players | 1:39 |
| 5.  | See Jane Thor                        | 1:08 |
| 6.  | Distressed Out                       | 2:38 |
| 7.  | Gorr Animals                         | 2:33 |
| 8.  | A Gorr Phobia                        | 2:08 |
| 9.  | The Ax Games                         | 1:21 |
| 10. | Thorring to New Heights              | 0:57 |
| 11. | Show Intel                           | 2:53 |
| 12. | We're Not Emos We're Gods            | 0:51 |
| 13. | The Zeus Fanfares                    | 1:26 |
| 14. | I Was in the Pool!                   | 2:25 |
| 15. | Saving Face                          | 3:09 |
| 16. | Utter Lunarcy                        | 1:24 |
| 17. | Think on Your Defeat                 | 1:41 |
| 18. | Bedside Hammer                       | 1:35 |
| 19. | Temple-itis                          | 1:38 |
| 20. | Surely, Temple                       | 1:01 |
| 21. | The Power of Thor Propels You        | 2:01 |
| 22. | Foster? I Barely Know Her!           | 3:06 |
| 23. | Jane Stop This Crazy Thing           | 2:52 |
| 24. | One Wish to Rule Them All            | 2:58 |
| 25. | All's Fair in Love and Thor          | 1:44 |
| 26. | Bawl and Jane                        | 1:23 |
| 27. | The Kids Are Alright                 | 1:21 |
| 28. | The Ballad of Love and Thunder       | 8:12 |